# Open delle Puglie 2024
L'Open delle Puglie 2024 è stato un torneo di tennis femminile giocato sui campi in terra rossa all'aperto. È stata la 3ª edizione del torneo, facente parte del WTA Challenger Tour 2024. Il torneo si è giocata al Circolo Tennis Bari di Bari in Italia dal 3 al 9 giugno 2024.

## Partecipanti al singolare

### Teste di serie
| Nazionalità | Giocatrice            | Ranking* | Testa di serie |
| ----------- | --------------------- | -------- | -------------- |
| Argentina   | Nadia Podoroska       | 59       | 1              |
| Italia      | Lucia Bronzetti       | 67       | 2              |
| Romania     | Jaqueline Cristian    | 69       | 3              |
| Stati Uniti | Bernarda Pera         | 80       | 4              |
| Francia     | Varvara Gracheva      | 92       | 5              |
| Messico     | Renata Zarazúa        | 102      | 6              |
| Spagna      | Marina Bassols Ribera | 111      | 7              |
| Francia     | Fiona Ferro           | 126      | 8              |
| Slovenia    | Tamara Zidanšek       | 131      | 9              |

* Ranking al 27 maggio 2024.

### Altre partecipanti
Le seguenti giocatrici hanno ricevuto una wild card per il tabellone principale:
- Nuria Brancaccio
- Giorgia Pedone
- Daria Raimondo
- Camilla Rosatello

La seguente giocatrice è subentrata in tabellone come alternate:
- Sapfo Sakellaridi

Le seguenti giocatrici sono passate dalle qualificazioni:
- Martina Colmegna
- Jibek Kulambaeva
- Beatrice Ricci
- Anastasija Soboleva

La seguente giocatrice è entrata in tabellone come lucky loser:
- Isabella Šinikova

### Ritiri
prima del torneo
- Paula Ormaechea → sostituita da  Isabella Šinikova
- Bernarda Pera → sostituita da  Sapfo Sakellaridi

## Partecipanti al doppio

### Teste di serie
| Nazione     | Giocatrice    | Nazione | Giocatrice       | Rank1 | Seed |
| ----------- | ------------- | ------- | ---------------- | ----- | ---- |
| Kazakistan  | Anna Danilina |         | Irina Chromačëva | 101   | 1    |
| Stati Uniti | Quinn Gleason | Cina    | Tang Qianhui     | 214   | 2    |

* Ranking al 27 maggio 2024.

### Altre partecipanti
Le seguenti giocatrici hanno ricevuto una wild card per il tabellone principale:
- Eleonora Alvisi /  Beatrice Ricci

## Campionesse

### Singolare
Anca Todoni ha sconfitto in finale  Panna Udvardy con il punteggio di 6-4, 6-0.

### Doppio
Anna Danilina /  Irina Chromačëva hanno sconfitto in finale  Angelica Moratelli /  Renata Zarazúa con il punteggio di 6-1, 6-3.